# ولیند
ولیند (به انگلیسی: Veliyanad) یک روستا در هند است که در Ernakulam district واقع شده‌است.

## خصوصیات
ولیند ۸٬۴۳۷ نفر جمعیت دارد.